# 't Manco
 't Manco is de Nederlandse vertaling van La Disparition, een roman van de Franse schrijver Georges Perec. Het oorspronkelijke werk verscheen in 1969, de vertaling van Guido van de Wiel kwam in april 2009 uit bij uitgeverij De Arbeiderspers.

## Vorm
La Disparition (de verdwijning) is een lipogrammatische roman waarin de letter 'e' geheel ontbreekt. Georges Perec maakte deel uit van Oulipo (Ouvroir de Littérature potentielle), een los verband van Franstalige schrijvers en wiskundigen, die zich bij het schrijven bepaalde beperkingen oplegden, zoals het totaal ontbreken van de letter 'e' in dit geval. De 'e' is in de Franse taal, net als in het Nederlands, de meest voorkomende letter.
Hoewel de toepassing van dit soort lipogrammen, bij wijze van taalspel of uitdaging, al vele kortere teksten had opgeleverd en ook een opmerkelijk langer werk (Gadsby, A Story of Over 50,000 Words Without Using the Letter "E" van Ernest Vincent Wright) was een boek van deze omvang en met deze specifieke beperking nog niet eerder verschenen. In het naschrift van 'La Disparition' gaf Perec zelf aan dat zijn plan 'lukraak' was ontstaan, 'want dit waagstuk komt voort uit blufpraat, als ook ik – ondanks mijn grootspraak – nog in dubio sta of zo'n opdracht haalbaar is.'
Een belangrijk achterliggend thema is terug te voeren op Perecs eigen leven: in 1943 verdween zijn moeder spoorloos, na deportatie naar Auschwitz.
Vertaler Guido van de Wiel heeft aan de vertaling gewerkt van 2001 tot 2009 en houdt zich daarbij aan dezelfde beperking: het werk bevat geen e's. Bij de publicatie van het eindresultaat verschenen ook twee begeleidende werken van zijn hand met achtergronden bij en verklaringen van elementen uit het boek.

## Verhaal
De hoofdpersoon die na het verwarrende voorwoord wordt geïntroduceerd is Anton Vocalis, die het gevoel heeft dat er ergens iets ontbreekt in zijn leven, maar niet kan ontdekken wat dat is. Na het vierde hoofdstuk verdwijnt hij spoorloos, waarna, na het ontbrekende vijfde hoofdstuk (de e is de vijfde letter van het alfabet), een aantal mensen een zoektocht tracht te ondernemen naar zijn verdwijning. Uiteindelijk blijken er familieverbintenissen te bestaan tussen de verschillende betrokkenen.

## Andere vertalingen
- Duits: Anton Voyls Fortgang, door Eugen Helmlé, 1986
- Engels: A Void door Gilbert Adair, 1995; Vanish'd! (John Lee, 1989) ; A Vanishing (Ian Monk)
- Italiaans: La Scomparsa door Piero Falchetta, 1995
- Spaans: El secuestro door Marisol Arbués e.a., 1997
- Zweeds: Försvinna door Sture Pyk, 2000
- Turks: Kayboluş door Cemal Yardımcı, 2005
- Russisch: Исчезание [Ischezanie] door Valeriy Kislow, 2005
- Japans: 煙滅 [En-metsu], door Shuichiro Shiotsuka, Suisei, 2010
- Roemeens: Disparitia, door Serban Foarta, Editura Art, 2011
- Kroatisch: Ispario, door Vanda Mikšić, 2012
- Braziliaans Portugees: O Sumiço, door Zéfere, 2015
- Catalaans: L'eclipsi, door Adrià Pujol Cruells, 2017
- Pools: Zniknięcia. door René Koelblen en Stanisław Waszak, 2022.

In de vertaling in het Spaans is het de letter 'a' die ontbreekt, in die taal de meest voorkomende letter. In de Russische vertaling ontbreekt om diezelfde reden de letter 'o'. In de Japanse vertaling ontbreekt de i-klank.